# Triglyphium album
Triglyphium album är en svampart som beskrevs av Fresen. 1852. Triglyphium album ingår i släktet Triglyphium, divisionen sporsäcksvampar och riket svampar.   Inga underarter finns listade i Catalogue of Life.